# Apprentissage mobile
L'apprentissage mobile ou mobile learning ou apprentissage nomade ou apprentissage pervasif est un concept qui évoque le fait d'apprendre dans un contexte de mobilité géographique et d'évolution permanente. Il repose sur l'usage d'outils numériques portables tels les téléphones portables, les tablettes tactiles, les baladeurs numériques, les clés USB et les consoles de jeu manuelles. 
L'apprentissage mobile se distingue de l'apprentissage traditionnel par les solutions pédagogiques qu'il implique et de la formation en ligne en raison des contraintes techniques. L'apprentissage traditionnel faisait référence à la mémoire des écrits et des esprits. L'apprentissage mobile fait référence à la connectivité et à la capacité à trouver l'information rapidement dans un contexte précis. L'apprentissage mobile est donc directement lié avec l'émergence des technologies et d'Internet d'une part. D'autre part, il est lié au constat d'un environnement perpétuellement instable et en changement dans lequel une information statique est une information en perte de valeur car rapidement désuète.